# Ashlie Atkinson
Ashlie Atkinson (Little Rock (Arkansas), 6 augustus 1977) is een Amerikaans actrice.

## Biografie
Atkinson werd geboren in Little Rock (Arkansas), zij verhuisde op zeventienjarige leeftijd naar New York om te studeren aan de Barnard College. Na een jaar ging zij terug naar Arkansas om haar studie af te maken aan de Hendrix College in Conway (Arkansas) waar zij haar diploma haalde in politicologie en religie.
Atkinson begon met het acteren in lokale theaters. Zij heeft eenmaal opgetreden op Broadway, in 2007 speelde zij de rol van Vivian Proclo in het toneelstuk The Ritz.

## Filmografie

### Films
Uitgezonderd korte films.
- 2021: Small Engine Repair - als Diane Swaino
- 2020: Before/During/After - als Marcella de kok
- 2019: Juanita - als Peaches
- 2019: Adam - als Bound Emcee
- 2018: BlacKkKlansman - als Connie Kendrickson
- 2017: Nowhere, Michigan - als Erin
- 2016: Blood Stripe - als Barb
- 2016: The Lennon Report - als Deartra Sato
- 2016: Certain Women - als secretaresse
- 2015: Bridge of Spies - als lerares
- 2014: Lyle - als Faye
- 2013: The Wolf of Wall Street - als Rochelle Applebaum
- 2013: Cold Comes the Night – als sociaal werkster
- 2013: Remedy – als Ms. Nadine
- 2013: He's Way More Famous Than You – als Gina
- 2012: Game Change – als loodgieter
- 2012: Compliance – als Marti
- 2012: My Best Day – als Meagan
- 2010: All Good Things – als Bonnie Felder
- 2010: An Invisible Sign – als tante van Lisa
- 2010: Eat Pray Love – als vrouw in boekenwinkel
- 2010: BearCity – als Amy
- 2010: 13 – als Margot
- 2009: When the Evening Comes – als Angie
- 2009: Hungry Years – als Martha
- 2009: The Invention of Lying – als bankmedewerkster
- 2008: Last Call – als Donna
- 2008: Another Gay Sequel: Gays Gona Wild! – als Muffler
- 2008: Quid Pro Quo – als Candy
- 2008: The Guitar – als receptioniste
- 2008: The Look – als Johanna
- 2007: Margot at the Wedding – als Becky
- 2007: Me & Lee? – als Melinda
- 2006: Puccini for Beginners –als vrouw op bank in park
- 2006: Another Gay Movie – als Muffler
- 2006: Inside Man – als hoofd mobiele commando Berk
- 2006: Filthy Gorgeous – als Peggy

### Televisieseries
Uitgezonderd eenmalige gastrollen.
- 2023-2024: American Horror Story: Delicate - als Susan - 4 afl.
- 2022-2023: The Gilded Age - als Mamie Fish - 8 afl.
- 2022-2023: And Just Like That... - als Amanda - 3 afl.
- 2022: Marvel's Wastelanders: Wolverine - als Kitty Pryde - 10 afl.
- 2021: American Crime Story - als Juanita Broaddrick - 3 afl.
- 2019-2020 New Amsterdam - als Jackie Connor - 2 afl.
- 2019: The Marvelous Mrs. Maisel - als Peggy - 2 afl.
- 2019: Mr. Robot - als Janice - 5 afl.
- 2019: Emergence - als April - 2 afl.
- 2015-2019: Blue Bloods - als Sandra Colby - 3 afl.
- 2019: Happy! - als Ace - 3 afl.
- 2018: One Dollar - als Terri Mitchell - 9 afl.
- 2014-2018: Elementary - als Gay - 2 afl.
- 2017 Crashing - als Schmitty - 2 afl.
- 2016: Odd Mom Out - als Patty - 2 afl.
- 2013-2014: Us & Them - als Nessa - 7 afl.
- 2014: Stuck on A - als Maurice - 9 afl.
- 2013-2014: F to 7th - als Alex - 4 afl.
- 2006: 3 lbs. – als Rhonda – 2 afl.
- 2004-2005: Rescue Me – als Theresa – 6 afl.

- Library of Congress Control Number: no2017132324
- Virtual International Authority File: 2703150808955819000006
- WorldCat: E39PBJrwWTq3Rg38YmrmX37PwC